# Felix Holzmann

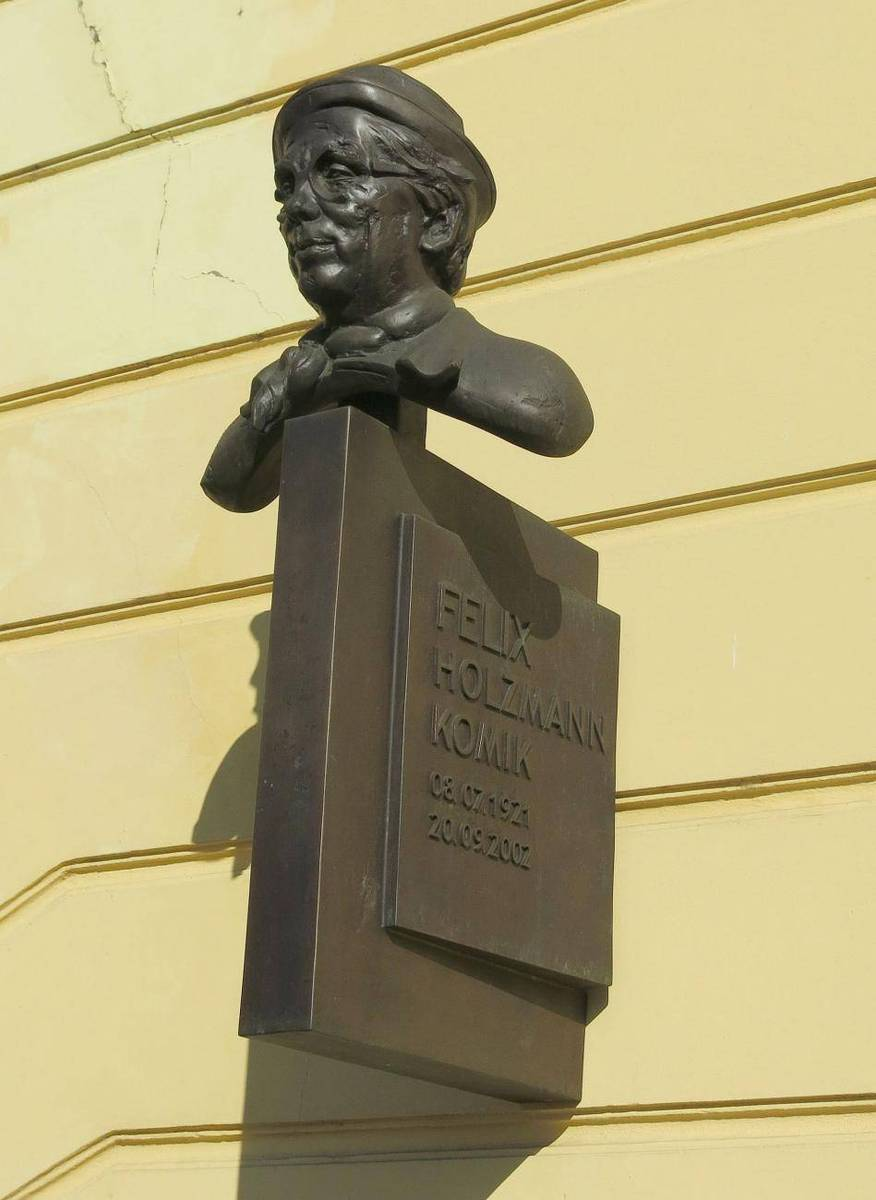
Gedenktafel auf dem Leitmeritzer Friedensplatz

Felix Holzmann (* 8. Juli 1921 in Teplitz; † 13. September 2002 in Chemnitz) war ein deutschböhmisch-tschechischer Komiker.

## Leben
Felix Holzmann stammt aus einer deutschböhmisch-tschechischen Familie. Sein deutscher Vater war Großhändler. Aufgewachsen ist er in Leitmeritz (Litoměřice), wo am Wohnhaus der Familie heute eine Gedenktafel und eine Büste an ihn erinnern. Im Zweiten Weltkrieg diente er für die Wehrmacht bei der Schiffsartillerie. Sein Wehrdienst sowie eine einjährige sowjetische Gefangenschaft wurden erst nach seinem Tod bekannt.
Holzmann studierte in Ústí nad Labem an der Handelsakademie und hatte kleinere Auftritte, dort traf er auf seinen späteren Bühnenpartner František Budín, mit dem er viele Jahre ein Duo bildete. Bei vielen Auftritten hatte er jedoch auch andere Partner.
Seine erste Frau litt unter Depressionen und Einsamkeit und beging 1970 Selbstmord. Holzmann lernte die deutsche Schauspielerin Barbara Greif kennen und lebte von nun an in der DDR, stand aber weiter in der Tschechoslowakei bzw. in Tschechien auf der Bühne oder vor der Kamera. Ab den 1980er Jahren lebte er wechselweise in Prag und in Chemnitz, wo er 2002 starb.
Er ist in Litoměřice begraben.

## Fernsehsendungen (Auswahl)
- 1973: Zpívá Karel Gott
- 1977: Ein Kessel Buntes
- 1978: Silvestr hravý a dravý
- 1985: Humoriády Felixe Holzmanna
- 1987: Zajíc v pytli
- 1990: Šaráda
- 1992: Šance
- 1993: Deset malých běloušků (TV-Film)[4]
- 1997: Proč bychom se nebavili, když nám Pánbůh archiv da
- 1999: Co takhle dát si Gotta
- 2001: Ať se lidi mají rádi...aspoň dnes
- 2003: Odkud já vás znám
- 2004: Felix Holzmann: Včera, dnes a zítra
- 2006: To nejlepší z televizního humoru
- 2010: Deset zastavení s mistry zábavy
- 2012: Legendy: Felix Holzmann: Včera, dnes a zítra